# Renault Boreal
 (août 2025).
Si vous disposez d'ouvrages ou d'articles de référence ou si vous connaissez des sites web de qualité traitant du thème abordé ici, merci de compléter l'article en donnant les références utiles à sa vérifiabilité et en les liant à la section « Notes et références ».
Le Renault Boreal est un crossover compact du constructeur automobile français Renault produit à partir de 2025, à destination de 71 pays dont ceux de l'Amérique latine, de l'Afrique et du Moyen-Orient.

## Présentation

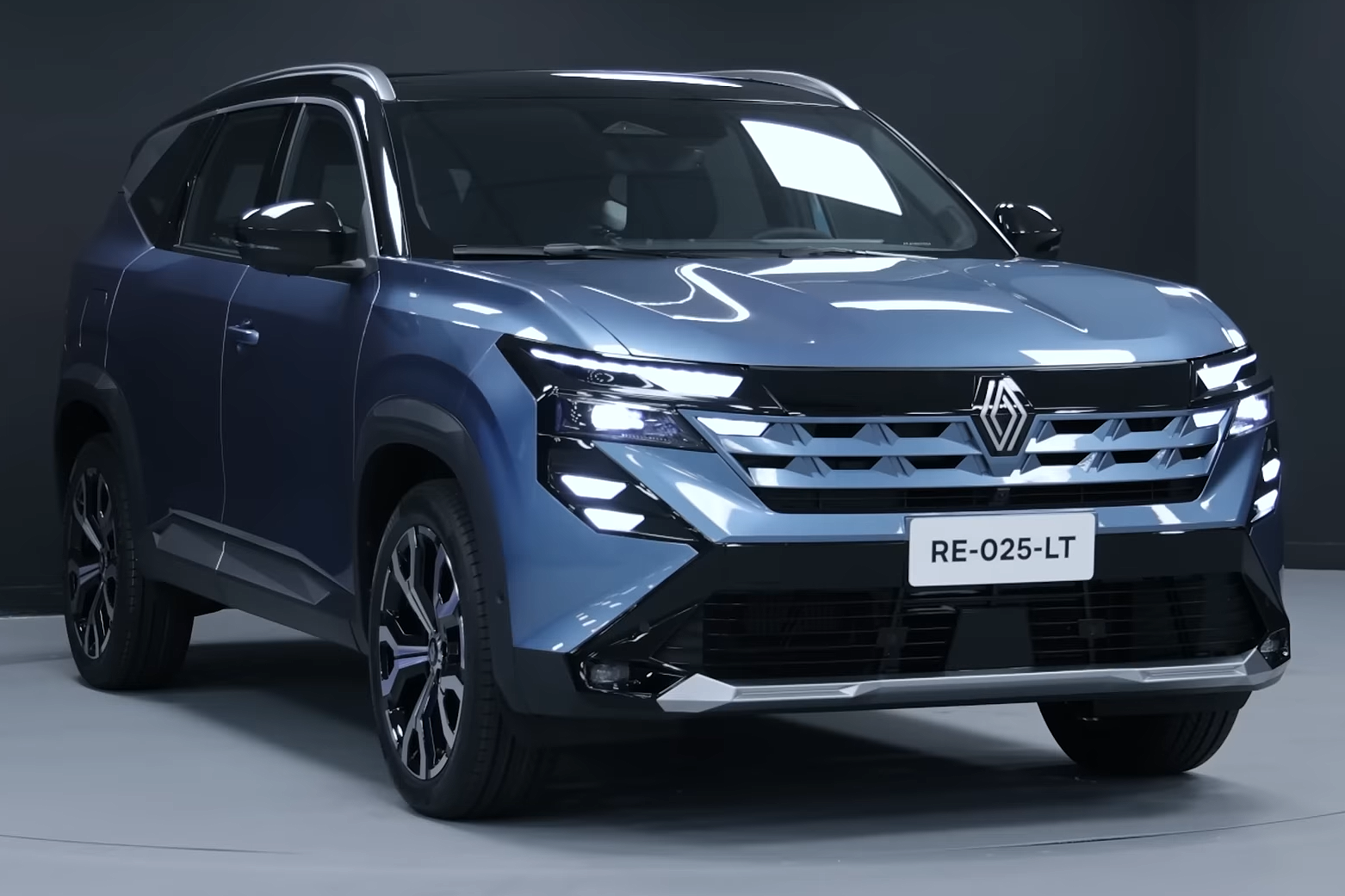
Vue avant

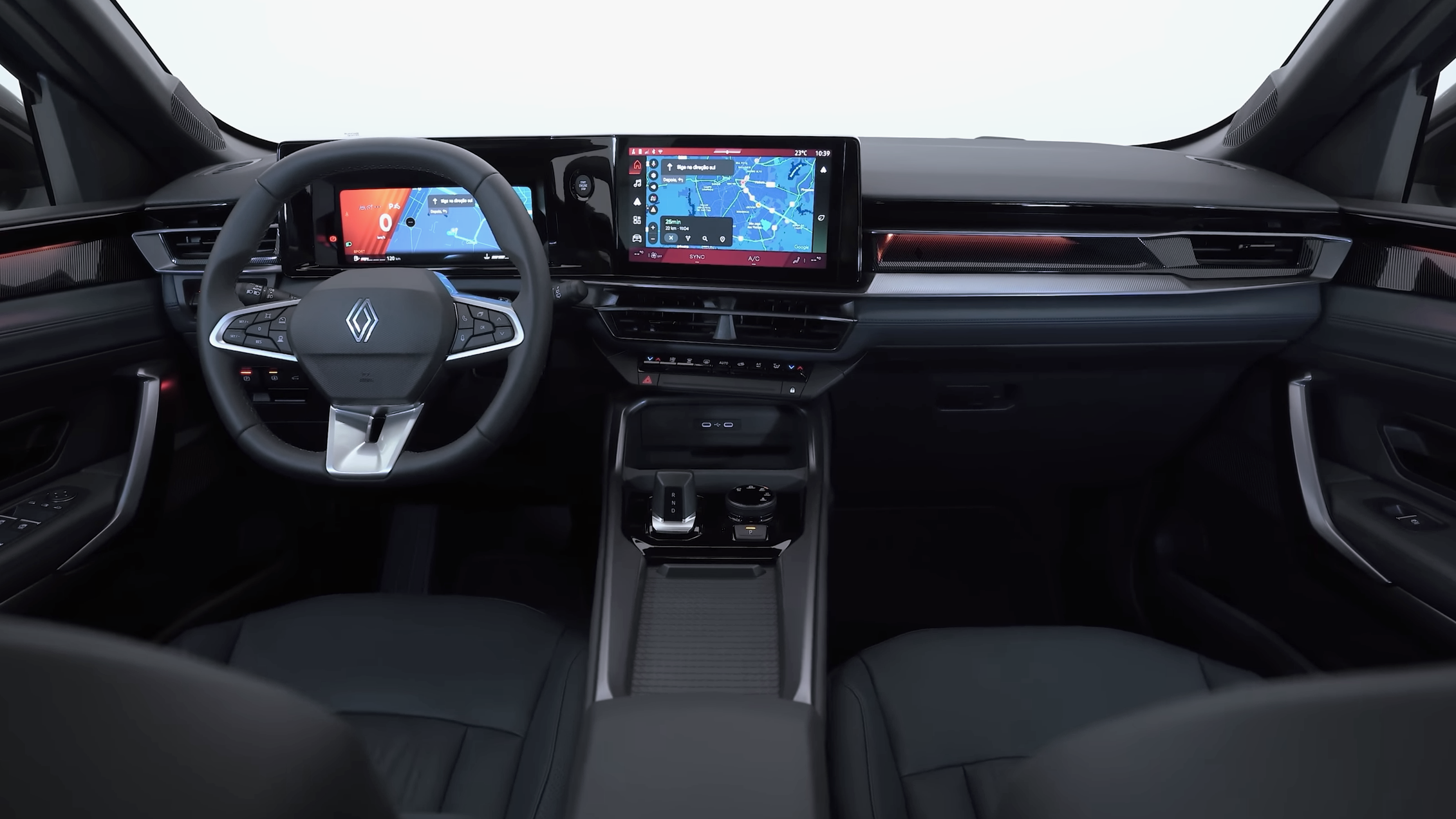
Intérieur

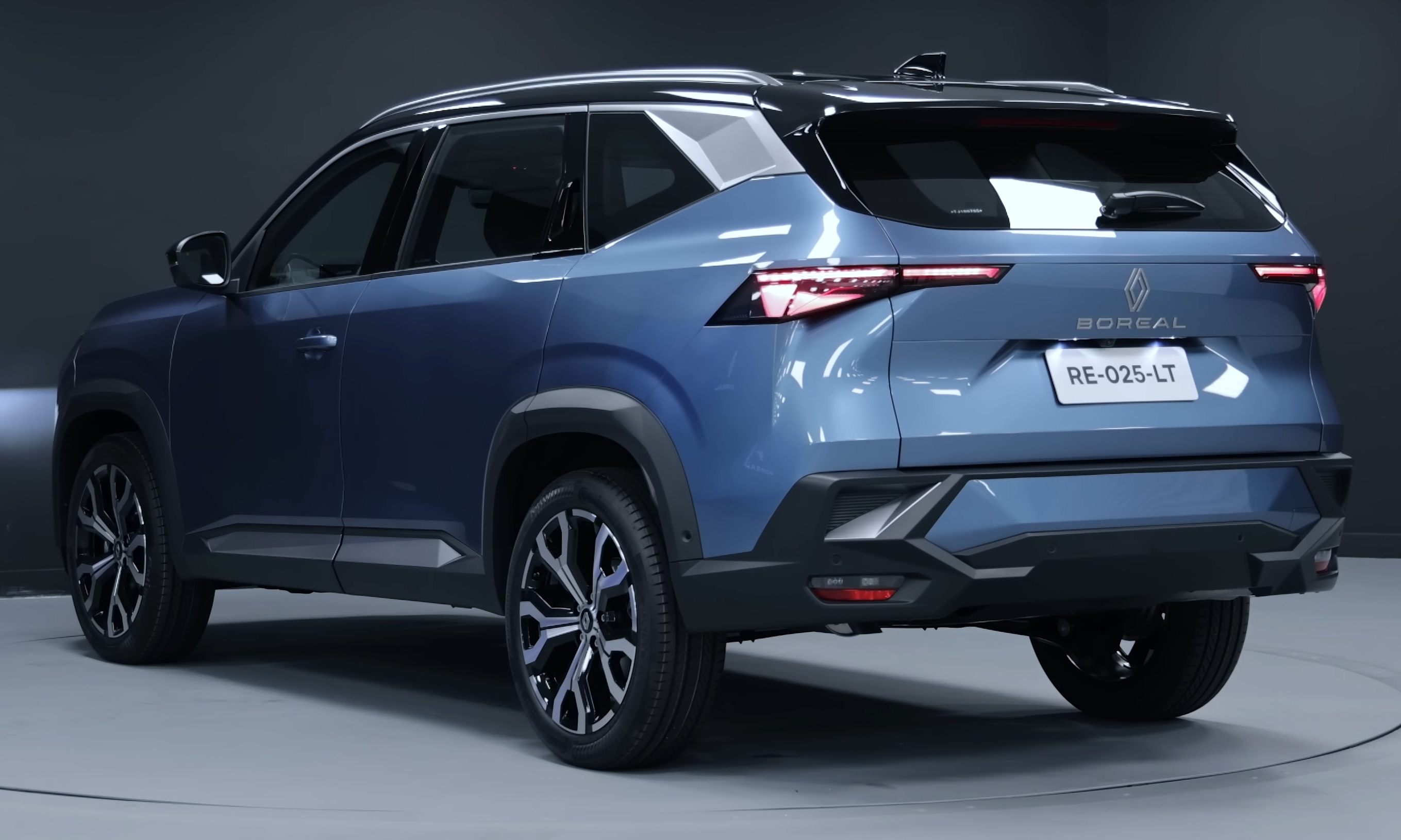
Vue arrière

## Caractéristiques techniques
Le Boreal est basé sur le châssis du Dacia Bigster mais ne partage aucune pièce de carrosserie.

## Finitions
3 finitions sont proposées au lancement du véhicule au Brésil :
- Evolution
- Techno
- Iconic